# Liste der Kardinalpriester von San Lorenzo in Damaso
Folgende Kardinäle waren Kardinalpriester von San Lorenzo in Damaso (lat. Titulus Sancti Laurentii in Damaso):
- Johannes (1044)
- Leo (1059–1084)
- Risus (1105–1112)
- Deusdedit (1116–1129)
- Stefano Stornato (Anhänger des Gegenpapstes Anaklet II., 1130–1132)
- Ivo, CanReg (1138–1142)
- Guido de Summa (1143–1149)
- Giovanni Paparoni (1151–1153)
- Pietro de Mizo (1165–1174)
- Pedro de Cardona (1182)
- Uberto Crivelli (1182–1185), der spätere Papst Urban III.
- Pietro Gallocia (1188–1190)
- Pietro Collivacino (1216–1217)
- Matteo d’Acquasparta OFM (1288–1291)
- Francesco Ronci (1294)
- Nicolas de Nonancour (1295–1299)
- Arnaud Nouvel OCist, in commendam (1317)
- Hugues Roger OSB (1342–1363)
- Pierre de Banac (1368–1369)
- Pietro Corsini (1370–1374)
- Bartolomeo da Cogorno OFM (1381–1385)
- Angelo Acciaioli (1385–1404)
- Giordano Orsini (1409–1412)
- Juan Martínez de Murillo OCist (1419–1420), Pseudokardinal von Gegenpapst Benedikt XIII.
- vakant (1420–1440)
- Alexander von Masowien (1440–1444), Pseudokardinal von Gegenpapst Felix V.
- Ludovico Trevisano (1440–1465)
- Juan de Mella (1465–1467)
- vakant (1467–1480)
- Raffaele Sansoni Galeotti Riario, in commendam (1480–1517)
- Giulio de’ Medici (1517–1523), der spätere Papst Clemens VII.
- Pompeo Colonna (1524–1526); privato (1526–1527); reinsediato (1527–1532)
- Ippolito de’ Medici (1532–1535)
- Alessandro Farnese (1535–1564); in commendam (1564–1589)
- Alessandro Damasceni Peretti, pro illa vice diaconia (1589–1620); in commendam (1620–1623)
- Ludovico Ludovisi (1623–1632)
- Francesco Barberini, pro illa vice diaconia (1632–1644); Kardinalpriester (1644–1645); in commendam (1645–1679)
- vakant (1679–1689)
- Pietro Ottoboni, pro illa vice diaconia (1689–1724); Kardinalpriester (1724–1725); in commendam (1725–1740)
- Tommaso Ruffo, in commendam (1740–1753)
- Girolamo Colonna di Sciarra (1753–1756)
- Alberico Archinto (1756–1758)
- Carlo Rezzonico (1758–1763)
- Henry Benedict Stuart, in commendam (1763–1807)
- Francesco Carafa della Spina di Traetto (1807–1818)
- Giulio Maria della Somaglia, in commendam (1818–1830)
- Tommaso Arezzo, in commendam (1830–1833)
- Carlo Odescalchi, in commendam (1833–1834)
- Carlo Maria Pedicini, in commendam (1834–1843)
- Tommaso Bernetti (1844–1852)
- Luigi Amat di San Filippo e Sorso, in commendam (1852–1878)
- Antonio Saverio De Luca, in commendam (1878–1883)
- Teodolfo Mertel, Kardinaldiakon pro hac vice (1884–1899)
- Lucido Maria Parocchi, in commendam (1899–1903)
- Antonio Agliardi (1903–1915)
- Ottavio Cagiano de Azevedo (1915–1927)
- Andreas Franz Frühwirth OP (1927–1933)
- Tommaso Pio Boggiani OP (1933–1942)
- Celso Costantini (1958)
- Santiago Luis Copello (1959–1967)
- Luigi Traglia (1968–1972) (letzter Kanzler der Heiligen Römischen Kirche)
- Narciso Jubany Arnau (1973–1996)
- Antonio María Rouco Varela (seit 1998)